# Dolmen de Galitorte
Le dolmen de Galitorte est un dolmen situé à Buzeins, en France.

## Localisation
Le dolmen est situé sur la commune de Buzeins, dans le département français de l'Aveyron.

## Historique
L'édifice est classé au titre des monuments historiques en 1889.